# Тютюнниця
Тютю́нниця (спочатку як хутір Михайлівка, потім — Михайлівка Тютюнниківська) — село в Україні, у Корюківській міській громаді Корюківського району Чернігівської області. Населення становить 269 осіб. До 2016 орган місцевого самоврядування — Тютюнницька сільська рада, якій були підпорядковані села Костючки, Кугуки, Самсонівка та Сахутівка.

## Географія
Село розташоване за 6 км від районного центру і залізничної станції Корюківка. Висота над рівнем моря — 133 м.

## Топоніміка
Як оповідають старожили, назва села походить від поміщика Тютюнника, який знаходився на державній службі в чині колезького асесора.

## Історія
Село утворилось у другій половині XVII століття. Хоча є дані, що село було засноване у 1716 році, коли Василь Полоницький, «знатний бунчуковий товариш» Чернігівського полку, активно заселяв свої землі завдяки дозволу універсала гетьмана Івана Скоропадського поселити при Брецькому хуторі «людей заграничных литовских» для «гаченя гребли». Саме тоді була організована слобідка Михайлівка Тютюнниківська (або просто Михайлівка).
У 1910 році було побудовано дерев'яну церкву, яка у 1965 році була переобладнана під клуб.
У 1913 році була побудована земська школа. В зимовий час школу відвідували 53 учні. Старожили оповідають цікавий випадок, який стався в березні цього ж року. Вчителька поставила всіх учнів в одну шеренгу перед уроком і кожному давала цукерки та горіхи, розповідаючи учням про день пам'яті великого поета Шевченка. Хтось про це доніс в управу, на розслідування цієї справи приїхав член земської управи, але ніхто із сільського начальства не підтвердив цього доносу і вчительці дали спокій.
У 1918 році у школі був організований осередок товариства "Просвіта", а 1931 року викрито членів підпільної організації "Вільне козацтво"
У Національній книзі пам'яті жертв Голодомору 1932—1933 років в Україні записано два мешканці села, які померли від голоду. Під час комуністичних репресій до розстрілу були засуджені брати Олексій та Юхим Биші, а їх брата Мину заслали в табори, розікравши перед тим його міцне господарство. Також до розстрілу комуністи призначили Якова Мартиновича Бабича (1881р.р.) та військового Максима Захаровича Деркача (1903 р.н.). Були заарештовані вчитель Ромащенко та Михайло Андрійович Рудя і Гнат Тимофійович Деркач. 62-річного дворянина Г.В.Крота у 1932 році відправили на заслання на Північ.
Під час Другої світової війни на фронті  брали участь 224 мешканців села, 136 з яких загинули. 15 селян записалися до поліції і тільки двоє пішли в радянські партизани.
05 лютого 1965 року Указом Президії Верховної Ради Української РСР передано сільради: Олександрівську та Тютюнницьку Менського району до складу Щорського району.
12 червня 2020 року, відповідно до розпорядження Кабінету Міністрів України № 730-р «Про визначення адміністративних центрів та затвердження територій територіальних громад Чернігівської області», увійшло до складу Корюківської міської громади.
19 липня 2020 року, в результаті адміністративно-територіальної реформи та ліквідації колишнього Корюківського району, село увійшло до складу новоутвореного Корюківського району.

## Демографія
За даними сайту Верховної Ради України в Тютюнниці станом на початок 2012 року мешкає 269 жителів.
| 1866 | 1897 | 1988 | 2012 |
| ---- | ---- | ---- | ---- |
| 156  | 364  | 309  | 269  |
| ▲    | ▲    | ▼    | ▼    |

## Постаті
- Лущик Микола Григорович (1976—2014) — солдат Збройних сил України, учасник російсько-української війни[12].